# Mastixiodendron flavidum
Mastixiodendron flavidum är en måreväxtart som först beskrevs av Berthold Carl Seemann, och fick sitt nu gällande namn av Albert Charles Smith. Mastixiodendron flavidum ingår i släktet Mastixiodendron och familjen måreväxter.
Artens utbredningsområde är Fiji. Inga underarter finns listade i Catalogue of Life.